# Cap Weyprecht
Le cap Weyprecht est un cap situé au nord-est du Spitzberg dans la région appelée Terre d'Olav V.
Le cap est nommé d'après Karl Weyprecht, un officier et explorateur autrichien qui, avec Julius von Payer, a découvert en 1873 l'Archipel François-Joseph. Weyprecht n'est lui-même jamais allé au Svalbard.
A deux kilomètres à l'est du cap se trouvent les îles Mackøya, Torkildsenøya et Isaksenøya.